# 셰르코 카림
셰르코 카림 라티프 구바리(아랍어: شيركو كريم لطيف, Sherko Karim Lateef Gubari, 1996년 5월 25일 ~ )은 이라크의 축구 선수로, 포지션은 공격수이다. 현재 아르빌 소속이다.